# Nigari

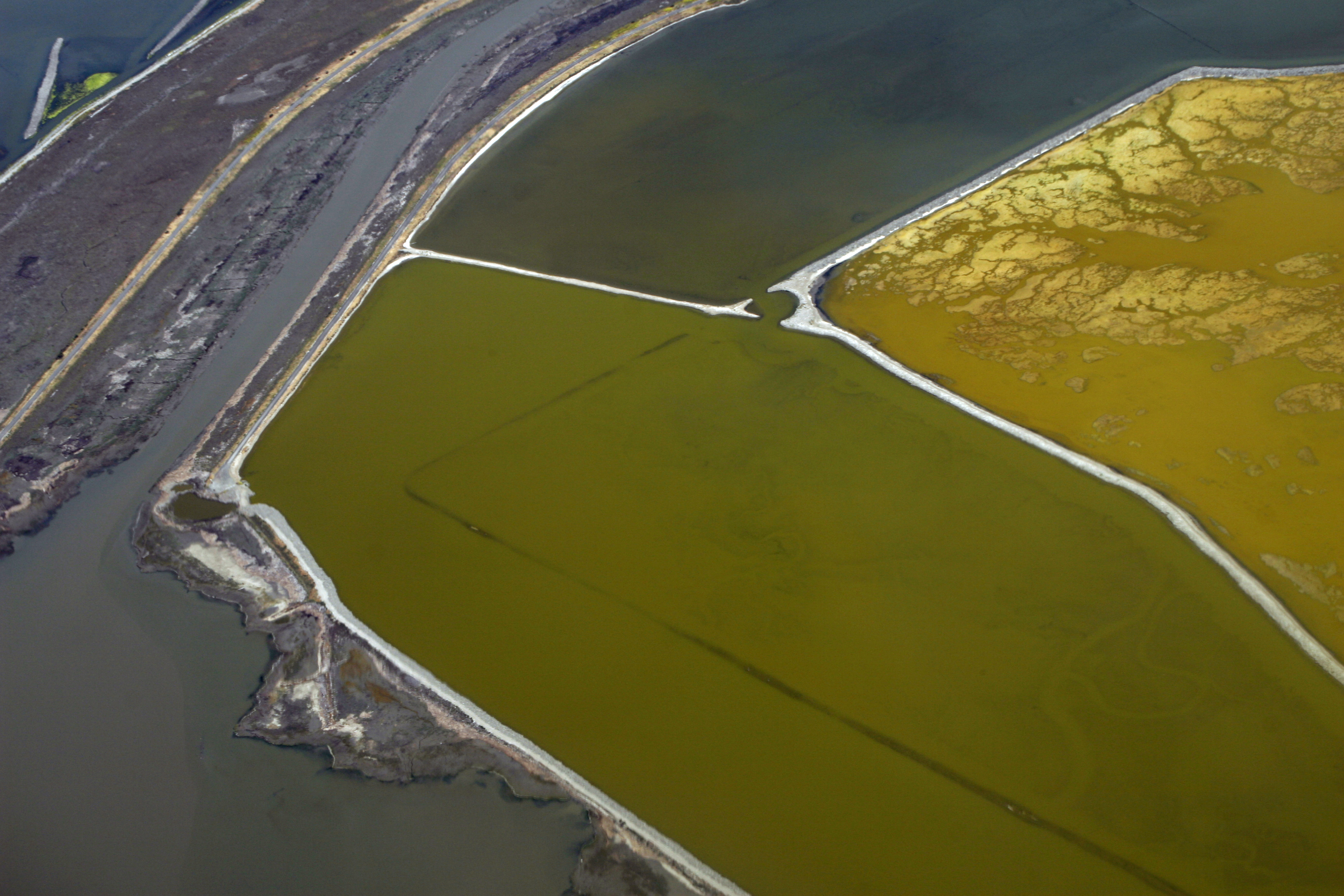
Nigari wird traditionell aus Salzgärten gewonnen, indem zunächst Natriumchlorid (Kochsalz) abgeschieden wird

Nigari wird auch in handlichen Sprühfläschchen verkauft.

Nigari (japanisch 苦汁 oder にがり) bezeichnet traditionell eine aus Meerwasser gewonnene Sole, die in der japanischen Küche vor allem als Gerinnungsmittel zur Tofu-Herstellung verwendet wird und aufgrund des Hauptbestandteils Magnesiumchlorid bitter schmeckt.
Heute verwendet die Tofu-Industrie meist gereinigtes (raffiniertes) Magnesiumchlorid (hygroskopisch) oder andere Stoffe wie Calciumsulfat (Gips), Calciumchlorid oder Zitronensäure in Pulverform. Die Beschaffenheit des Tofus (Sojaquarks) variiert dementsprechend.

## Bestandteile
Der Hauptbestandteil von unraffiniertem Nigari ist Magnesiumchlorid, aber es enthält über 100 weitere Mineralsalze, wie z. B. Calciumchlorid und Kaliumchlorid. Die stark magnesiumhaltige Substanz ist in Japan wegen ihrer angeblich fettbindenden Wirkung in der jüngsten Zeit auch als Diätmittel sehr populär. Nigari schmeckt bitter, das Wort „nigari“ (苦汁) selbst hängt auch mit dem japanischen Wort für „bitter“, „nigai“ (苦い), zusammen. Im Speziellen ist das Magnesiumsulfat („Bittersalz“) für den bitteren Geschmack verantwortlich. Natürliches Nigari sollte ungefähr fünfmal so viel Magnesiumchlorid wie Natriumchlorid enthalten. Es werden jedoch auch Nigari-Produkte angeboten, in denen fast dreimal so viel Natriumchlorid wie Magnesiumchlorid ist. Laut einer Verordnung der EWG Nr. 2092/91 vom 24. Juni 1991 über den ökologischen Landbau und die entsprechende Kennzeichnung der landwirtschaftlichen Erzeugnisse und Lebensmittel darf Nigari als Verarbeitungshilfsstoff...bei der Verarbeitung ökologisch hergestellter Zutaten landwirtschaftlichen Ursprungs verwendet werden.

## Weitere Verwendung
Vielfach wird neuerdings Nigari in Japan auch gegen Heuschnupfen, Neurodermitis (atopische Dermatitis) und andere Krankheiten beworben. Es wirkt auch – aufgrund des in ihm enthaltenen Magnesiumsulfats – als Abführmittel.

## Erzeugung
Es gibt grundsätzlich zwei Arten von Nigari: Das eine ist ein Pulver, das hauptsächlich aus Magnesiumchlorid besteht; das andere, das in jüngster Zeit in Japan überall erhältlich ist, ist eine Flüssigkeit, die aus dem Wasser gewonnen wird, das bei der Meersalzgewinnung als Reststoff zurückbleibt. Zur Gewinnung von Nigari gibt es im Wesentlichen vier verschiedene Verfahren:
- die Verdunstung des Meerwassers in flachen Becken (Salinen) durch die natürliche Sonneneinstrahlung (in Japan kaum angewandt) oder
- die Erhitzung des Meerwassers in Kesseln (in Japan die am häufigsten angewandte Methode),
- die Ionen-Austausch-Dialyse-Methode (die als einzige Methode auch PCB, Dioxine, Arsen, Quecksilber, Blei und ähnliche schädliche Substanzen entfernt) und
- Umkehrosmose-Technik.